# Rhysodesmus semicirculatus
Rhysodesmus semicirculatus är en mångfotingart som beskrevs av Masatoshi Takakuwa 1941. Rhysodesmus semicirculatus ingår i släktet Rhysodesmus och familjen Xystodesmidae. Inga underarter finns listade i Catalogue of Life.